# Ligue de diamant 2011 - saut en longueur féminin
Le concours du saut en longueur féminin de la Ligue de diamant 2011 se déroule du 6 mai au 8 septembre 2011. La compétition fait successivement étape à Doha, Rome, New York, Lausanne, Birmingham et Monaco, la finale ayant lieu à Zurich peu après les Championnats du monde de Daegu.

## Calendrier
| Date             | Meeting                         | Ville      | Pays        |
| ---------------- | ------------------------------- | ---------- | ----------- |
| 6 mai 2011       | Qatar Athletic Super Grand Prix | Doha       | Qatar       |
| 26 mai 2011      | Golden Gala                     | Rome       | Italie      |
| 11 juin 2011     | Meeting de New York             | New York   | États-Unis  |
| 30 juin 2011     | Athletissima                    | Lausanne   | Suisse      |
| 10 juillet 2011  | Aviva Birmingham Grand Prix     | Birmingham | Royaume-Uni |
| 22 juillet 2011  | Meeting Herculis                | Monaco     | Monaco      |
| 8 septembre 2011 | Weltklasse                      | Zurich     | Suisse      |

## Résultats
| Date | Meeting    | 1er                        | 1er   | 2e                                 | 2e    | 3e                    | 3e    |
| --- | ---------- | -------------------------- | ----- | ---------------------------------- | ----- | --------------------- | ----- |
| 6 mai 2011 | Doha       | Funmi Jimoh 6,88 m (WL)    | 4 pts | Maurren Maggi 6,87 m (SB)          | 2 pts | Anna Nazarova 6,77 m  | 1 pt  |
| 26 mai 2011 | Rome       | Brittney Reese 6,94 m (SB) | 4 pts | Funmi Jimoh 6,87 m                 | 2 pts | Éloyse Lesueur 6,64 m | 1 pt  |
| 11 juin 2011 | New York   | Funmi Jimoh 6,48 m         | 4 pts | Janay DeLoach 6,41 m               | 2 pts | Brittney Reese 6,35 m | 1 pt  |
| 30 juin 2011 | Lausanne   | Brittney Reese 6,85 m      | 4 pts | Darya Klishina 6,76 m (SB)         | 2 pts | Shara Proctor 6,66 m  | 1 pt  |
| 10 juillet 2011 | Birmingham | Janay DeLoach 6,78 m       | 4 pts | Brittney Reese 6,67 m              | 2 pts | Darya Klishina 6,64 m | 1 pt  |
| 22 juillet 2011 | Monaco     | Brittney Reese 6,82 m      | 4 pts | Darya Klishina 6,79 m              | 2 pts | Éloyse Lesueur 6,74 m | 1 pt  |
| 8 septembre 2011 | Zurich     | Brittney Reese 6,72 m      | 8 pts | Nastassia Mironchyk-Ivanova 6,67 m | 4 pts | Ineta Radēviča 6,74 m | 2 pts |
| Records et Performances - AR : Record continental (area record) - CR : Record des championnats (championship record) - MR : Record du meeting (meet record) - NR : Record national (national record) - OR : Record olympique (olympic record) - PR : Record paralympique (paralympic record) - PB : Record personnel (personal best) - SB : Meilleure performance personnelle de la saison (season's best) - WL : Meilleure performance mondiale de l'année (world leader) - WJR : Record du monde junior (world junior record) - WR : Record du monde (world record) Circonstances et Conditions - DNF : N'a pas terminé (did not finish) - DNS : N'a pas pris le départ (did not start) - DQ : Disqualification (disqualification) - NM : Aucun essai valable enregistré (No Mark) - Q : Qualifié « directement » au prochain tour (ou à la prochaine compétition), lors d'une compétition majeure, grâce au classement ou à la réalisation des minima (automatic qualifier) - q : Qualifié au prochain tour (ou à la prochaine compétition), lors d'une compétition majeure, grâce au repêchage ou à la réalisation de l'une des meilleures performances parmi celles des « non qualifiés directement » (grâce au meilleur temps ou à la meilleure distance par exemple) (secondary qualifier) |            |                            |       |                                    |       |                       |       |

## Classement général
- Classement final[1] :

| Rang | Athlète                     | Points |
| ---- | --------------------------- | ------ |
| 1    | Brittney Reese              | 23     |
| 2    | Funmi Jimoh                 | 10     |
| 3    | Janay DeLoach               | 6      |
| 4    | Nastassia Mironchyk-Ivanova | 4      |
| 5    | Ineta Radēviča              | 2      |